# Catedral, Alcázar e Arquivo das Índias de Sevilha
Catedral, Alcázar e Arquivo das Índias de Sevilha é um sítio classificado como Património Mundial pela UNESCO em 1987.
É constituído por:
- Catedral de Sevilha
- Real Alcázar
- Arquivo Geral das Índias